# 薩萊諾的特洛塔

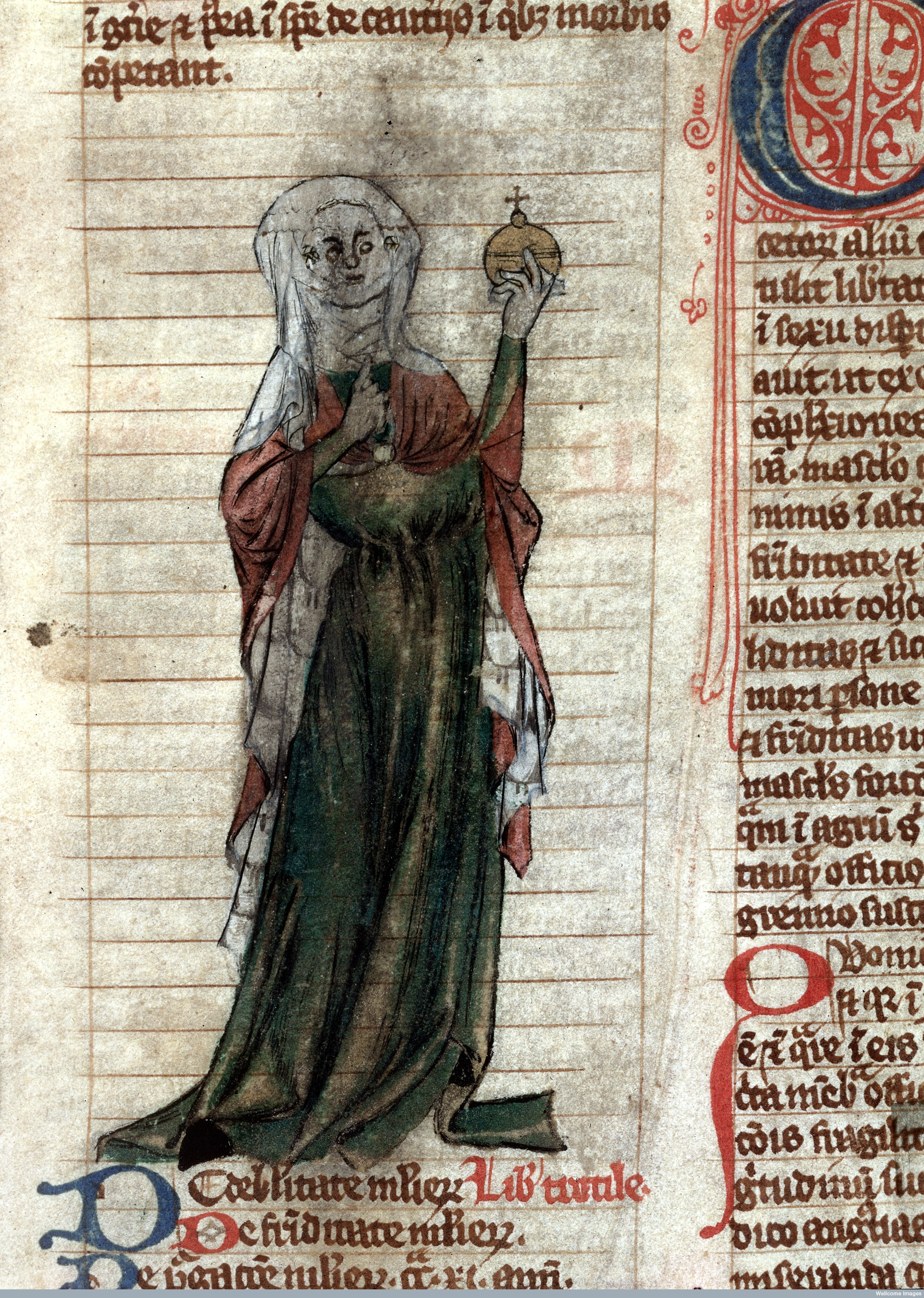
薩萊諾的特洛塔

薩萊諾的特洛塔（Trota of Salerno）是12世紀初期或中期的義大利醫生，住在義大利南邊海岸的薩萊諾。在12世紀及13世紀時，連法國及英國都知道她。特洛塔是義大利的沙列諾醫校（現為沙列諾大學）女醫師，著有《女性疾病（De passionibus mulierum curandarum, Trotula Major)》，詳細介紹了女性懷孕、生產、產後護理及新生兒的照護等資訊，此書在 15 世紀成為廣泛採用的教科書。
有一些蒐集她治療方式（其至列出其治癒病患）的拉丁著作，後來納入女性醫學的論文集中，稱為Trotula，是由三個作者所著的婦女醫學作品的合集，但三個作者中，只有特洛塔有署名。漸漸的，讀者慢慢已不曉得那是三個不同作者作品的總集，也忘了其中一位作者的名字是Trota（特洛塔），不是Trotula。後來就慢慢的誤以為Trotula是整個論文集的作者。有關對Trotula「作者」的誤解也導致其中Trota的名字、性別、教育程度、醫學知識，或是文獻所著的時間被人修改或刪除。此一趨勢造成後來研究者的誤解。Trota所著的作品（包括列出她治療的疾病，稱為Practical Medicine According to Trota）一直到20世紀末才重新被人發現。

## 教育
薩萊諾的特洛塔在沙列諾醫校（世界上第一個醫校）接受教育。因此，她成為了技術很好的外科醫師，主治女性生殖系統以及分娩。基本上，她是世界上第一個婦科醫師，後來也成為學校的教授，暱稱是Magistra Medicinae。作為教授，她將婦科醫師的知識傳授給學生，讓學生可以提昇西方世界的婦女衛生。

## Trota和Trotula
在12世紀的薩萊諾文獻中，Trotta或Trocta是其中常見的女性名字，少有其他拼法類似的名字， 而Trotula沒有用來當作女性名字使用。在12世紀末，薩萊諾的特洛塔所著的《De curis mulierum》（女性的治療），被三個不同的作者編入由三本的女性醫學著作組成的總集中。因為這些作品中只有Trota是已知的作者，因此她被誤認是總集的作者，又和標題Trotula（Trota的小作品）弄混了。當總集從南義大利往外流傳時，標題的Trotula就被誤認成是總集作者的名字。

## 外部連結
- Monica H. Green (13 August 2015) "Speaking of Trotula" （页面存档备份，存于） The Wellcome Library